# 埃里希·魏纳特

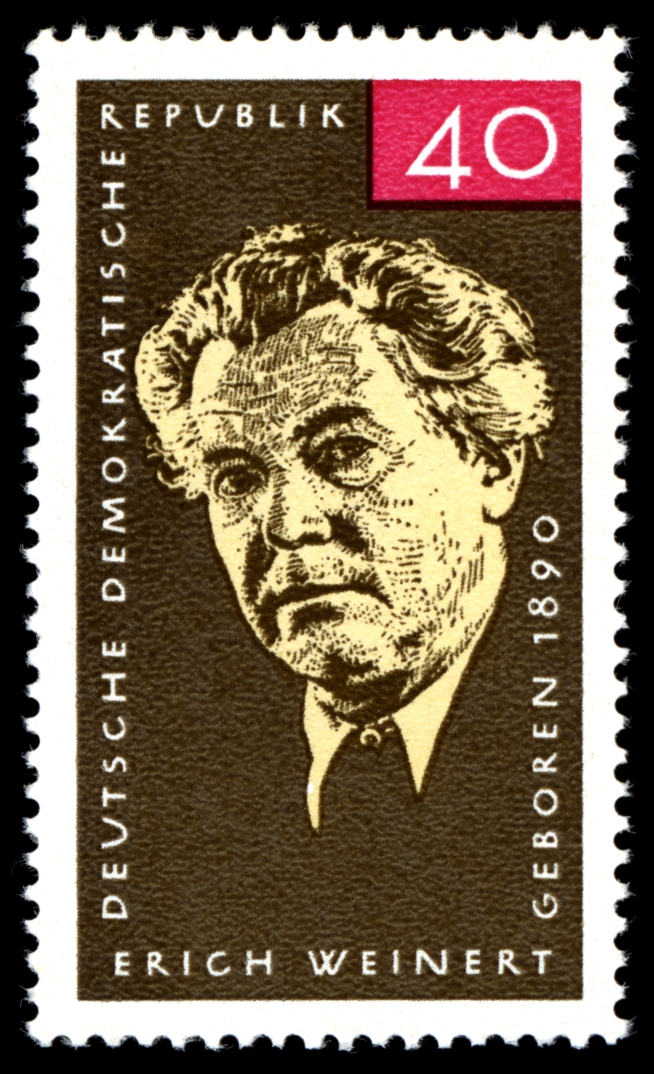
1965年东德埃里希·魏纳特纪念邮票

埃里希·魏纳特（德語：Erich Weinert；1890年8月4日—1953年4月20日），德国共产主义作家、诗人，德国共产党党员，德国统一社会党党员。曾加入国际纵队。曾任自由德国全国委员会主席。
出生于德国马格德堡的工程师家庭。14岁时当学徒。出师后入马格德堡艺术学校学习绘画。第一次世界大战中应征入伍，在战争中受到教育，反对军国主义，倾向社会主义，参加了1918年的德国十一月革命。1921年起开始在群众场所朗诵自己的诗歌，至1933年已达两千次。还在杂志上发表政治讽刺诗、鼓动诗，揭露法西斯主义策划新战争的阴谋。1929年加入德国共产党。1936年西班牙内战爆发后参加国际纵队，所作《国际纵队之歌》等诗篇广泛流传于战争前线。1938年到苏联。苏德战争爆发后参加对德军的宣传教育工作。还写有文学日记《斯大林格勒回忆录》。1945年回东德。所作诗歌大都收编在《插曲》（1950年出版）、《向黑夜呼唤》等诗集中。